# 一時避難場所

ISO 7010で階段を使用できない人の一時避難場所を知らせるピクトグラム

一時避難場所（いちじひなんばしょ、いっときひなんばしょ）とは、災害時の危険を回避するために一時的に避難する場所、または帰宅困難者が公共交通機関が回復するまで待機する場所。自治体によって一時集合場所の意味としても使われていた現在の指定緊急避難場所を示す用語。

2013年（平成25年）6月に改正された災害対策基本法（第四十九条の四、及び、同第四十九条の七）の改正により、指定避難所及び指定緊急避難場所に統一分離され、現在は使われていない古い用語。

## 概要
言葉として災害時に一時的に避難する場所として、広い意味で使われている。
行政上の一時避難場所は「延焼火災などから一時的に身を守るために避難する場所」や「地震時等の一時的な避難先」のことを指して様々である。
必ずしも避難所のように避難生活をする施設としての位置づけはない。(避難所と避難場所の兼用は可能)。

## 自治体による違い
想定される災害が市町村によって違う為、市町村によって災害に対するドクトリンが違う。その為、地震から身を守るときに一時避難場所、大規模火災が起こった場合広域避難場所と区分している自治体もある。なお、避難場所・広域避難場所ともに、災害の種類（火災・風水害・津波・高潮など）によって避難場所が異なる場合がある。よって、事前に自治体の広報する避難場所避難所と避難経路を確認すべきである。
一時避難場所は、地域の公園等が指定されていることが多い。このためトイレ・防災倉庫等が設置されていない場所もあるが、災害時の緊急的な集合・避難場所として大きな役割を果たすため、各所の自治体では設置するようにしている。

## 一時集合場所と一時避難場所の違い
自治体によってドクトリンが違うため、定義や範囲は自治体によって様々である。

## 関連書籍
- 『地震と社会 上「阪神大震災記」』 外岡秀俊著 みすず書房 ISBN 4622036622
- 『地震と社会 下「阪神大震災記」』 外岡秀俊著 みすず書房 ISBN 4622036630